# Banafo (Volk)

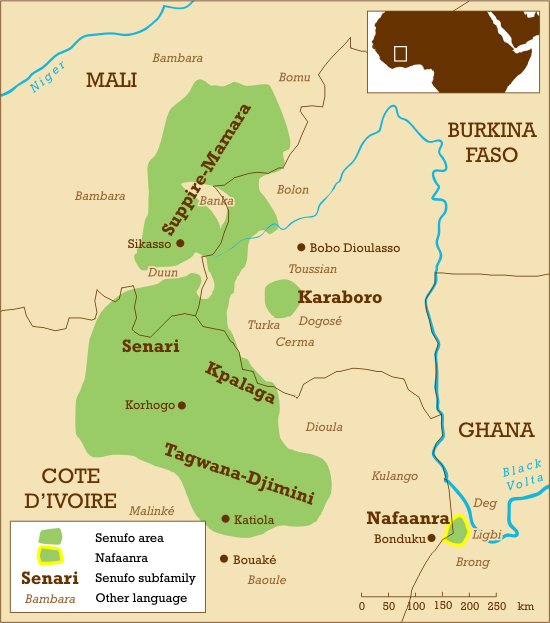
Siedlungsgebiet nach Sprache; Nafaanra-Sprache der Banafo

Die Banafo sind ein Volk in Ghana, die auch Banda, Dzama, Nafana oder Senufo genannt werden.
Die Banafo leben im Westen Ghanas an der Grenze zur Elfenbeinküste. Wenige Banafo leben auch in der Elfenbeinküste. Die Sprache der Banafo ist Nafaanra.
Die Banafo leben mit einer Bevölkerung zwischen 61.000 und 65.000 südlich des schwarzen Volta östlich der Stadt Bondoukou in der Elfenbeinküste.